# 138. peruť RAF
138. peruť (anglicky No. 138 Squadron) byla peruť Royal Air Force, která během své existence plnila řadu různých rolí, než byla v roce 1962 definitivně rozpuštěna. V roce 1955 se stala první perutí tzv. V-Force, když začala operovat s bombardovacími letouny Vickers Valiant.

## Historie

### Vznik v době první světové války
138. peruť měla původně vzniknout 1. května 1918 jako stíhací jednotka, ale její vznik byl odložen,:s.107 a oficiálně byla založena až 30. září 1918 jako jednotka průzkumných stíhačů v Chingfordu, kde také byla 1. února 1919 rozpuštěna.

### Speciální operace za druhé světové války

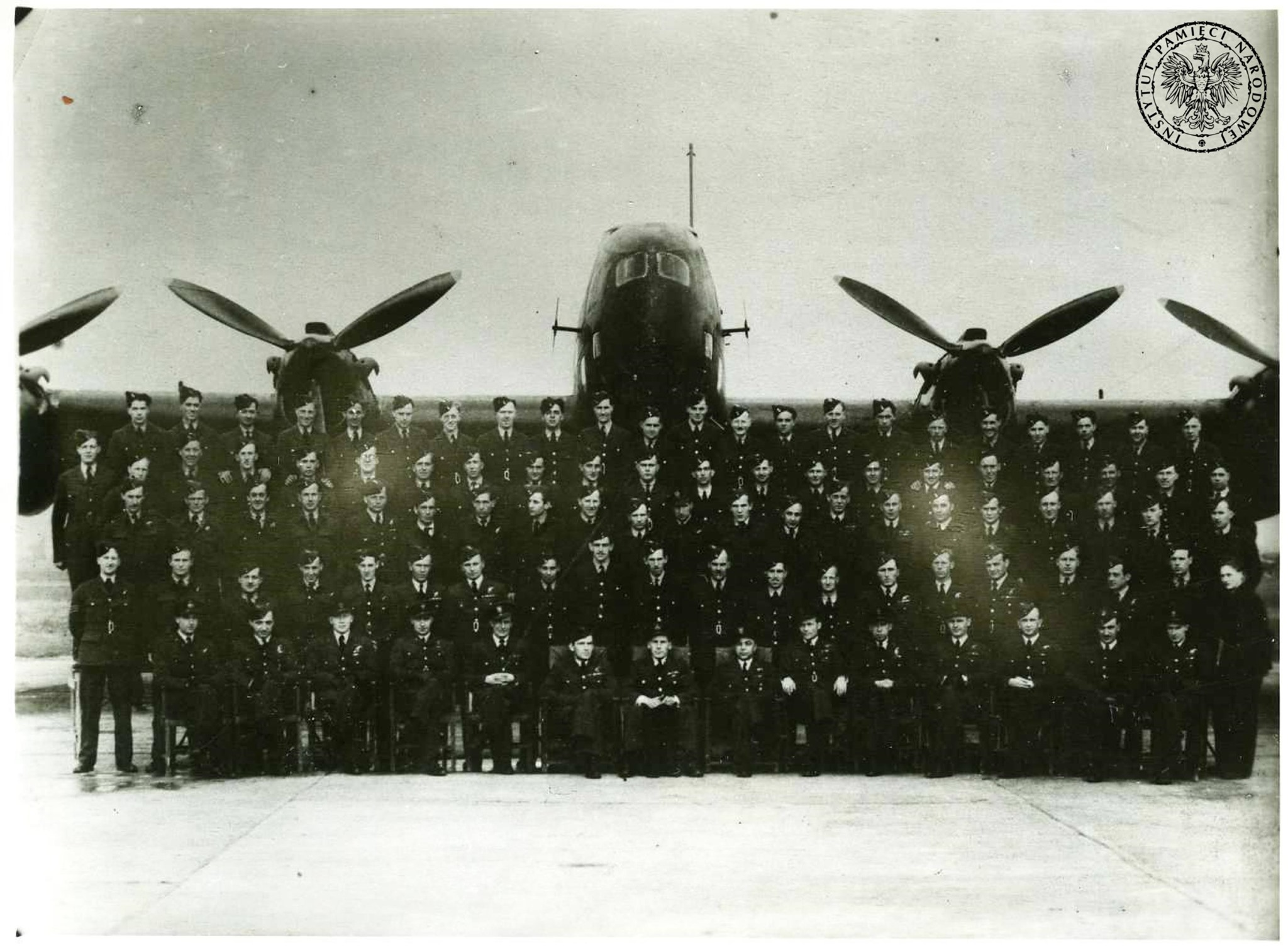
Polská letka C, duben 1943, Tempsford

Za druhé světové války byla jednotka obnovena rozšířením 1419. letky RAF pod označením No. 138 (Special Duties) Squadron (138. peruť pro speciální operace). Původně byla dislokována na základně RAF Stradishall a později RAF Tempsford, a jejím úkolem bylo vysazovat agenty a vojenské vybavení Special Operations Executive na okupovaném evropském kontinentu. Letoun Handley Page Halifax (varianty Mk. II, sériové číslo L9613, trupové označení NF-V) této peruti například v noci z 28. na 29. prosince 1941 vysadil do okupovaného Československa výsadkové skupiny Silver A, Silver B a Anthropoid. Mezi 1. dubnem a listopadem 1943 byla její součástí i Polská letka pro speciální operace, jako její letka „C“. Speciální operace peruť prováděla až do března 1945, kdy byla podřízena Bomber Command, jako součást jeho 3. skupiny. Rozpuštěna byla 1. září 1950.

### Poválečné období

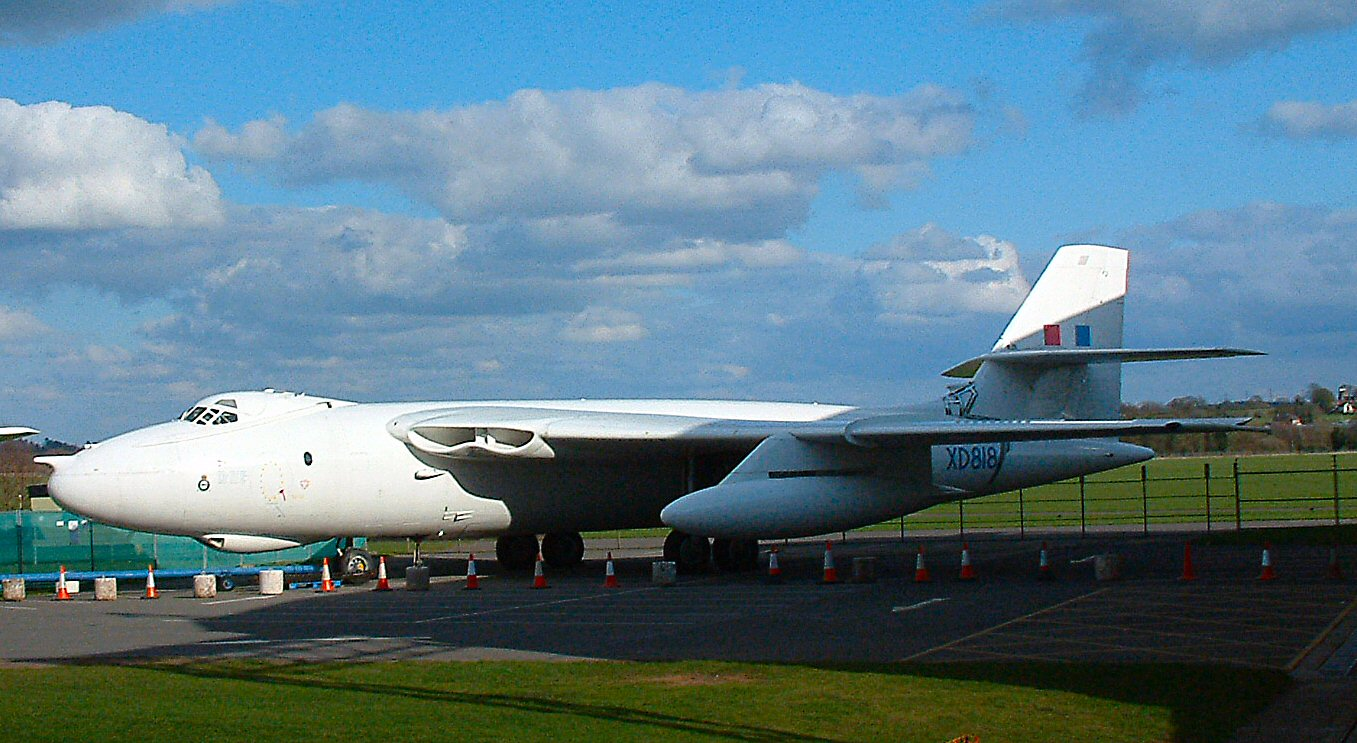
Vickers Valiant B.1 XD818 - fotografie z muzea RAF v Cosfordu, těsně před jeho vystavením s dalšími bombardéry „V-force“, Handley Page Victor a Avro Vulcan, ve sbírce proudových letounů studené války.

Dne 1. ledna 1955 byla jednotka reaktivována jako první peruť vybavená strategickým bombardérem Vickers Valiant, schopným nesení nukleárních zbraní, zpočátku na základně RAF Gaydon a později na RAF Wittering. Během Suezské krize v říjnu 1956 útvar operoval z Malty. Peruť byla definitivně rozpuštěna 1. dubna 1962.

## Užívaná letadla
| Od          | Do            | Letadlo                     | Varianta      |
| ----------- | ------------- | --------------------------- | ------------- |
| Září 1918   | Únor 1919     | Bristol F.2 Fighter         | F.2b          |
| Srpen 1941  | Březen 1942   | Westland Lysander           | Mk.IIIa       |
| Srpen 1941  | Listopad 1942 | Armstrong Whitworth Whitley | Mk.V          |
| Srpen 1941  | Srpen 1944    | Handley Page Halifax        | Mk.II         |
| Leden 1943  | Srpen 1944    | Handley Page Halifax        | Mk.V          |
| Červen 1944 | Březen 1945   | Short Stirling              | Mk.V          |
| Březen 1945 | Září 1947     | Avro Lancaster              | Mk.I a Mk.III |
| Září 1947   | Září 1950     | Avro Lincoln                | B.2           |
| Únor 1955   | Březen 1962   | Vickers Valiant             | B.1           |
| Březen 1956 | Květen 1961   | Vickers Valiant             | B(PR).1       |
| Březen 1956 | Srpen 1961    | Vickers Valiant             | B(PR)K.1      |
| Červen 1956 | Duben 1962    | Vickers Valiant             | B(K).1        |

(údaje dle:)